# Девиль, Мишель
Мишель Девиль (фр. Michel Deville; 13 апреля 1931 — 16 февраля 2023) — французский кинорежиссёр, сценарист и продюсер.

## Биография
С 20 лет Девиль стал работать ассистентом режиссёра. Свою карьеру режиссёра Девиль начал в конце 1950-х годов, когда зарождалась французская «новая волна». Ему не удалось добиться того уровня признания, какое было у его современников Клода Шаброля, Франсуа Трюффо, Жан-Люка Годара, вероятно потому, что фильмы он ставил в традиционной манере. Тем не менее, его фильмы (особенно комедии) были популярны в 1970-х — 1980-х годах прошлого века в его родной Франции.
Пожалуй, французская пресса всерьёз заговорила о Мишеле Девиле, когда тому было уже под сорок — после изобретательно и со вкусом поставленного фильма «Бенжамен, или дневник девственника» с участием двух звёзд разных поколений — Мишель Морган и Катрин Денёв.
Одна из девилевских комедий «Чтица» принесла ему наибольший успех среди зрителей всего мира. Чтица — это женщина (роль исполняет Миу-Миу), которая нашла себя, читая романы для слепых. Постепенно она привлекает к себе клиентов-фетишистов, получающих удовольствие от такого чтения.
Его фильм «Путешествие вдвоём» в 1980 году участвовал в конкурсной программе 30-го Берлинского международного кинофестиваля. Пять лет спустя другой его фильм, «Смерть во французском саду», попал на 35-й Берлинский международный кинофестиваль.

## Фильмография

### Режиссёр
- 1958: Пуля в стволе / Une balle dans le canon
- 1961: Сегодня ночью или никогда / Ce soir ou jamais
- 1962: Восхитительная лгунья / Adorable menteuse
- 1963: Из-за женщин, из-за женщин / À cause, à cause d’une femme
- 1964: Квартира девушек / L’appartement des filles
- 1964: Маленькие девушки / Les petites demoiselles (короткометражка)
- 1964: Счастливчик Джо / Lucky Jo
- 1966: Украли Джоконду / Il ladro della Gioconda
- 1966: Солдат Мартен / Martin Soldat
- 1967: Нежные акулы / Zärtliche Haie
- 1968: Прощай, Барбара / Bye bye, Barbara
- 1968: Бенжамен, или Дневник девственника / Benjamin ou Les mémoires d’un puceau
- 1970: Медведь и кукла / L'ours et la poupée
- 1971: Рафаэль-развратник / Raphaël ou le débauché
- 1973: Женщина в голубом / La femme en bleu
- 1974: Взбешённый барашек / Le Mouton enragé
- 1978: Досье на 51-го / Le dossier 51
- 1980: Путешествие вдвоём / Le voyage en douce
- 1981: Глубокие воды / Eaux profondes
- 1983: Маленькая банда / La petite bande
- 1984: Капризуля / Les capricieux
- 1985: Опасность в доме / Péril en la demeure
- 1986: Ублюдок / Le paltoquet
- 1988: Чтица / La Lectrice
- 1991: Летняя ночь в городе / Nuit d'été en ville
- 1991: Забвенью вопреки / Contre l’oubli
- 1992: Перепутав все кары / Toutes peines confondues
- 1994: Маленькие радости / Aux petits bonheurs
- 1997: Погоня за божеством / La divine poursuite
- 1999: Болезнь Захса / La maladie de Sachs
- 2002: Почти спокойный мир / Un monde presque paisible
- 2005: Искусство красиво расставаться / Un fil à la patte

### Сценарист
- 1958: Пуля в стволе / Une balle dans le canon
- 1961: Сегодня ночью или никогда / Ce soir ou jamais
- 1962: Восхитительная лгунья / Adorable menteuse
- 1963: Из-за женщин, из-за женщин / À cause, à cause d’une femme
- 1964: Квартира девушек / L’appartement des filles
- 1964: Маленькие девушки / Les petites demoiselles (короткометражка)
- 1964: Счастливчик Джо / Lucky Jo
- 1966: Украли Джоконду / Il ladro della Gioconda
- 1966: Солдат Мартен / Martin Soldat
- 1968: Прощай, Барбара / Bye bye, Barbara
- 1968: Бенжамен, или Дневник девственника / Benjamin ou Les mémoires d’un puceau
- 1970: Медведь и кукла / L'ours et la poupée
- 1973: Женщина в голубом / La femme en bleu
- 1980: Путешествие вдвоём / Le voyage en douce
- 1981: Глубокие воды / Eaux profondes
- 1985: Опасность в доме / Péril en la demeure
- 1986: Ублюдок / Le paltoquet
- 1988: Чтица / La Lectrice
- 1997: Погоня за божеством / La divine poursuite
- 1999: Болезнь Захса / La maladie de Sachs
- 2002: Почти спокойный мир / Un monde presque paisible

### Продюсер
- 1963: Из-за женщин, из-за женщин / À cause, à cause d’une femme